# پل لانژون
پل لانژِوَن (به فرانسوی: Paul Langevin) (زاده ۲۳ ژانویه ۱۸۷۲ – مرگ ۱۹ دسامبر ۱۹۴۶) فیزیک‌دان برجسته فرانسوی بود. او علاوه بر فیزیک در مبارزه با فاشیسم در اروپا نام‌آور بود. پس از اشغال فرانسه به دست حکومت ویشی زندانی شد و تا آخر جنگ دوم جهانی در حبس خانگی بسر برد. او شاگرد پیر کوری بود.